# Mute (The Twilight Zone)
Mute is een aflevering van de Amerikaanse televisieserie The Twilight Zone. Het scenario van de aflevering werd geschreven door Richard Matheson.

## Plot

### Opening
What you're witnessing is the curtain-raiser to a most extraordinary play; to wit, the signing of a pact, the commencement of a project. The play itself will be performed almost entirely offstage. The final scenes are to be enacted a decade hence and with a different cast. The main character of these final scenes is Ilse, the daughter of Professor and Mrs. Nielsen, age two. At the moment she lies sleeping in her crib, unaware of the singular drama in which she is to be involved. Ten years from this moment, Ilse Nielsen is to know the desolating terror of living simultaneously in the world—and in the Twilight Zone.
— Rod Serling

### Verhaal
Ilse, een 12 jaar oud meisje, raakt haar ouders kwijt in een brand. Ze wordt onder toezicht geplaatst bij mensen die niet op de hoogte zijn van haar afwijking: haar ouders hebben haar nooit leren te spreken. Dit is omdat haar ouders deelnamen aan een experiment waarbij een aantal kinderen nooit gesproken taal te horen kregen. Doel van dit experiment was bewijzen dat de mensheid ooit over telepathische gaven beschikte en die gebruikte om te communiceren voordat de gesproken taal werd ontwikkeld. Sinds de gesproken taal is geïntroduceerd is de mensheid vergeten wat het ooit kon, maar door kinderen zonder gesproken taal op te voeden, zouden deze oude vaardigheden weer de kop op steken.
Het experiment was bij Ilse succesvol: ze communiceerde uitstekend via telepathie. Maar sinds de dood van haar ouders leeft Ilse opeens in een wereld die vreemd voor haar is; een waarin mensen met woorden communiceren. Haar leraar beschikt ook over de telepathische vaardigheden, maar ziet ze als iets onnatuurlijks dat onderdrukt moet worden. Hij werkt dan ook hard aan een manier om Ilse’s krachten te vernietigen. Hij laat de hele klas hardop haar naam denken, totdat Ilse haar breekpunt bereikt en hardop uitschreeuwt dat haar naam Ilse is. Nu ze ook gesproken taal gebruikt, verdwijnen haar telepathische krachten.
Uiteindelijk wordt Ilse gevonden door een ander koppel dat deelnam aan het experiment. Ilse besluit echter niet met het koppel mee te gaan, maar bij haar nieuwe adoptieouders te blijven, aangezien zowel haar echte ouders als het koppel haar slechts zien als een experiment.

### Slot
It has been noted in a book of proven wisdom that perfect love casteth out fear. While it's unlikely that this observation was meant to include that specific fear which follows the loss of extrasensory perception, the principle remains, as always, beautifully intact. Case in point, that of Ilse Nielsen, former resident of the Twilight Zone.
— Rod Serling

## Rolverdeling
- Ann Jillian: Ilse Nielsen
- Frank Overton: Harry Wheeler
- Barbara Baxley: Cora
- Irene Dailey: Miss Frank
- Oscar Beregi, Jr.: Professor Werner
- Percy Helton: Tom Poulter

## Trivia
- Deze aflevering staat op volume 28 van de dvd-reeks.
- Richard Matheson baseerde deze aflevering op een van zijn eigen verhalen. Dit verhaal werd gepubliceerd in 1962.